# Ronaldo Benedet
Ronaldo José Benedet (Criciúma, 9 de março de 1956) é um advogado e político brasileiro.

## Carreira política
Foi deputado à Assembleia Legislativa de Santa Catarina na 14ª legislatura (1999 — 2003), eleito pelo Partido do Movimento Democrático Brasileiro (PMDB).
Eleito deputado à Assembleia Legislativa de Santa Catarina a 16ª legislatura (2007 — 2011). Licenciou-se e assumiu a Secretária de Estado da Segurança Pública e Defesa do Cidadão.
Concorreu a deputado federal pela Câmara dos Deputados do Brasil, elegendo-se para a 54ª legislatura (2011 — 2015). Nas eleições de 2014, em 5 de outubro, foi reeleito deputado federal por Santa Catarina para a 55ª legislatura (2015 — 2019). Assumiu o cargo em 1 de fevereiro de 2015.
Foi um dos 71 deputados que, em 27 de maio de 2015, alterou seu voto sobre o financiamento privado das eleições no Brasil, dado no dia anterior. Na terça, 26 de maio, em sessão do Congresso, Ronaldo Benedet votou contra o financiamento privado das eleições no Brasil. No dia 27, sem explicações maiores e após o presidente da câmara recolocar o tema em votação, votou a favor.
Votou a favor do Processo de impeachment de Dilma Rousseff. Já durante o Governo Michel Temer, votou a favor da PEC do Teto dos Gastos Públicos. Em abril de 2017 foi favorável à Reforma Trabalhista. Em agosto de 2017 votou contra o processo em que se pedia abertura de investigação do presidente Michel Temer, ajudando a arquivar a denúncia do Ministério Público Federal.